# Karel Trow
Karel Trow, geboren als Trouw (Bussum, 8 augustus 1929 -  Frankrijk, 15 november 1992) was een Frans-Nederlands componist. Trow had de Franse nationaliteit verkregen.

## Opleiding
Trow had privéles van Luctor Ponse in de vakken piano, muziektheorie en compositie. Vanaf 1949 studeerde hij verder in Parijs bij onder anderen Pierre Boulez voor compositie en Maurice Martenot voor Ondes-Martenot (een elektronisch instrument). 

## Activiteiten
Trow werkte als pianist en ondes-martenot-speler en begeleider in onder andere Jeanne d'Arc au Bûcher van Arthur Honneger. In 1955 werd hij benoemd tot docent piano en theorie aan het Conservatoire National de Musique van Port au Prince in Haïti. In de jaren 1956-59 was hij directeur van dit instituut, waarbij hij op verzoek van de regering begon met de uitwerking van een nationaal plan voor het muziekonderwijs in het reguliere onderwijs. Daarna ging hij terig naar Frankrijk, waar hij werkte als componist en uitvoerend kunstenaar in Parijs. In de jaren 1961-1965 werkte Trow aan het Conservatorium van Karlsruhe als plaatsvervangend docent piano voor Yvonne Loriod. Van 1964-1973 was hij muzikaal directeur van het Théâtre National Populaire, waarbij hij Maurice Jarre opvolgde.

## Composities
Trow schreef met name toneel- en filmmuziek. Onder andere schreef hij voor het Théâtre National de toneelmuziek bij Romulus le Grand van Friedrich Dürrenmatt en Hamlet van William Shakespeare. Verder componeerde hij kamermuziek, orkestmuziek en vocale werken.

## Prijzen en onderscheidingen
Trow kreeg in 1952 de Première médaille van het Conservatoire national supérieur de musique in Parijs. In 1964 kreeg hij de Visser Neerlandiaprijs voor de liederencyclus Matière  (Stof).